# Италија на Летњим олимпијским играма 2016.
Италија је учествовала на Летњим олимпијским играма 2016. које су одржане у Рио де Жанеиру у Бразилу од 5. до 21. августа 2016. године. Олимпијски комитет Италије послао је 314 квалификованих спортиста у двадесет пет спортова. Освојена је двадесет осам медаља од тога осам златних. Чак седам медаља освојено је у стрељаштву.

## Освајачи медаља

### Злато
- Фабио Базиле — Џудо, до 66 кг
- Данијеле Гароцо — Мачевање, флорет
- Николо Кампријани — Стрељаштво, 10 м ваздушна пушка
- Дијана Бакози — Стрељаштво, скит
- Габријеле Росети — Стрељаштво, скит
- Грегоријо Палтринијери — Пливање, 1500 м слободно
- Николо Кампријани — Стрељаштво, 50 м мк пушка тростав
- Елиа Вивиани — Бициклизам, омниум

### Сребро
- Росела Фјаминго — Мачевање, мач
- Тања Кањото, Франческа Далапе — Скокови у воду, даска 3 м синхронизовано
- Одете Џуфрида — Џудо, до 52 кг
- Ђовани Пелијело — Стрељаштво, трап
- Марко Иноченти — Стрељаштво, дупли трап
- Елиза ди Франчиска — Мачевање, флорет
- Кјара Кајнеро — Стрељаштво, скит
- Марко Фикера, Енрико Гароцо, Паоло Пицо, Андреа Сантарели — Мачевање, мач екипно
- Ракеле Бруни — Пливање, 10 км маратон
- Данијеле Лупо, Паоло Николаи — Одбојка на песку, мушки турнир
- Ђулија Горлеро, Кјара Табани, Ариана Гариботи, Елиза Квејроло, Федерика Радики, Розарија Аело, Тања ди Марио, Роберта Бјанкони, Ђулија Емоло, Франческа Помери, Александра Коти, Тереза Фрасинети, Лаура Теани — Ватерполо, женска репрезентација
- Олег Антонов, Емануеле Бирарели, Симоне Бути, Масимо Колачи, Симоне Ђанели, Османи Хуанторена, Филипо Ланца, Матео Пјано, Салваторе Росини, Данијеле Сотиле, Лука Ветори, Иван Зајцев — Одбојка, мушка репрезентација

### Бронза
- Габријеле Дети — Пливање, 400 м слободно
- Елиза Лонго Боргини — Бициклизам, друмска трка
- Винченцо Капели, Ђовани Абањале — Веслање, двојац без кормилара
- Доминико Монтроне, Матео Касталдо, Матео Лодо, Ђузепе Вичино — Веслање, четверац без кормилара
- Габријеле Дети — Пливање, 1500 м слободно
- Тања Кањото — Скокови у воду, даска 3 м
- Стефано Темпести, Франческо Ди Флувио, Николо Ђито, Пјетро Фиљоли, Алесандро Велото, Мишел Бодегас, Андреа Фондели, Валентино Гало, Кристијан Прешути, Николас Прешути, Матео Аикарди, Алесандро Нора, Марко Де Лунго — Ватерполо, мушка репрезентација
- Франк Чамисо — Рвање, слободни стил до 65 кг

## Учесници по спортовима
| Спорт            | Мушкарци | Жене | Укупно |
| ---------------- | -------- | ---- | ------ |
| Атлетика         | 15       | 23   | 38     |
| Бадминтон        | 0        | 1    | 1      |
| Бициклизам       | 14       | 9    | 23     |
| Бокс             | 6        | 1    | 7      |
| Ватерполо        | 13       | 13   | 26     |
| Веслање          | 22       | 4    | 26     |
| Гимнастика       | 1        | 11   | 12     |
| Голф             | 2        | 2    | 4      |
| Дизање тегова    | 1        | 1    | 2      |
| Једрење          | 6        | 7    | 13     |
| Кајак и кану     | 7        | 1    | 8      |
| Коњички спорт    | 4        | 2    | 6      |
| Мачевање         | 8        | 6    | 14     |
| Модерни петобој  | 2        | 2    | 4      |
| Пливање          | 20       | 18   | 38     |
| Одбојка          | 12       | 12   | 24     |
| Одбојка на песку | 4        | 2    | 6      |
| Рвање            | 2        | 0    | 2      |
| Синхроно пливање | —        | 9    | 9      |
| Скокови у воду   | 4        | 4    | 8      |
| Стреличарство    | 3        | 3    | 6      |
| Стрељаштво       | 10       | 4    | 14     |
| Тенис            | 4        | 3    | 7      |
| Триатлон         | 2        | 2    | 4      |
| Џудо             | 3        | 3    | 6      |
| 25 спортова      | 170      | 144  | 314    |